# زاويت بن الطالب (الكعابة)
زاويت بن الطالب هو دُوَّار يقع بجماعة تينزولين، إقليم زاكورة، جهة درعة تافيلالت في المملكة المغربية. ينتمي الدوّار لمشيخة الكعابة التي تضم 8 دواوير. يقدر عدد سكانه بـ 450 نسمة حسب الإحصاء الرسمي للسكان والسكنى لسنة 2004.

## روابط خارجية
- البوابة الوطنية للجماعات الترابية نسخة محفوظة 12 مارس 2018 على موقع واي باك مشين.
- المندوبية السامية للتخطيط